# Dorfkirche Buchholz bei Niemegk

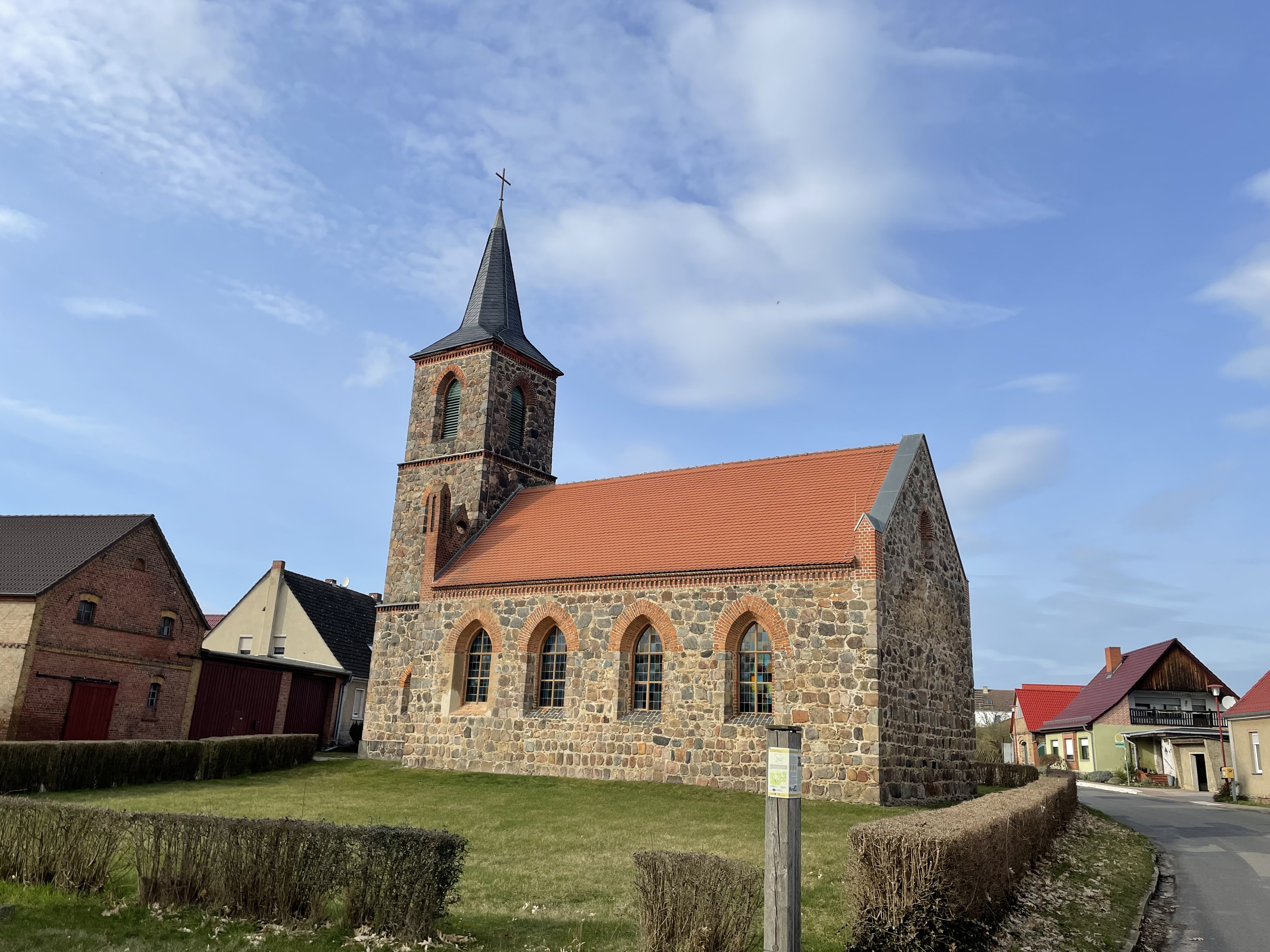
Dorfkirche Buchholz bei Niemegk

Die evangelische Dorfkirche Buchholz bei Niemegk ist eine im Kern mittelalterliche Feldsteinkirche in Buchholz bei Niemegk, einem Ortsteil der Gemeinde Rabenstein/Fläming im Landkreis Potsdam-Mittelmark in Brandenburg. Die Kirchengemeinde gehört zum Kirchenkreis Mittelmark-Brandenburg der Evangelischen Kirche Berlin-Brandenburg-schlesische Oberlausitz.

## Lage
Die Dorfstraße führt von Norden kommend in südlicher Richtung als zentrale Verbindung in das Angerdorf. Die Kirche steht auf dem Dorfanger auf einem Grundstück, das nicht eingefriedet ist.

## Geschichte
Buchholz wurde 1388 erstmals urkundlich erwähnt und befand sich von vor 1426 bis um 1550/1552 im Besitz der Vogtei bzw. Pflege bzw. Amt Belzig. Das Bauwerk entstand im Mittelalter; im Text auf einer Informationstafel am Bauwerk wird davon ausgegangen, dass der gotische Vorgängerbau bereits Ende des 13. Jahrhunderts entstand. Um 1450 und noch 1534 war die Kirche Mutterkirche mit der Tochterkirche in Lühnsdorf und war schon 1555 Tochterkirche von Lühnsdorf. Im Jahr 1530 erschien erstmals eine Pfarrhufe, ebenso 1575 und 1822. Der Pfarrer erhielt im Jahr 1530 Einkünfte in Höhe von 17 Scheffeln Kornpächte von einer Feldmark. Hinzu kamen 60 Scheffel Roggen, 45 Scheffel Gerste und 15 Scheffel Hafer als Zehnt. Er besaß außerdem einen Hopfgarten, aus dem er 13 Mandeln Korn und ungefähr 3 Fuder Wiesenwachs gewinnen konnte. Der Küster erhielt 29 Scheffel 1 Viertel Korn sowie 24 Brote. Im Jahr 1575 betrugen die Einkünfte des Pfarrers 42 ½ Mandeln Korn, 17 ½ Mandeln Gerste, 8 Mandeln 12 Garben Hafer, 4 Mandeln 4 Garben Heidekorn als Zehnt. Er besaß außerdem die bereits erwähnte Hufe, die aus 23 kleinen und große Stücken bestand. Hinzu kam eine wüste Görsdorfer Hufe, die etwa ½ Meile von der Pfarre gelegen war und aus 19 großen und kleinen Stücken bestand. Der Küster erhielt 14 Scheffel Korn aus Buchholz sowie 4 Scheffel Korn von der wüsten Feldmark Görsdorf sowie von jedem Hufner zwei Brote und von jedem Kossäten vier Brote. Die Kirche besaß 1575 insgesamt 12 Enden Land, die vom Pfarrer genutzt wurde.
Bei einem Brand im Dorf am 17. Juni 1849 wurde auch die Kirche fast vollständig zerstört. Der Neubau im Stil der Neogotik entstand im Jahr 1855 auf den Fundamentresten des Vorgängerbaus. In den Jahren 1954 und 1955 sowie von 1974 bis 1984 erfolgte eine Restaurierung. Bei der letzten Instandsetzung wurde unter anderem das Dach neu eingedeckt und der mittlerweile einsturzgefährdete Ostgiebel repariert.

## Baubeschreibung

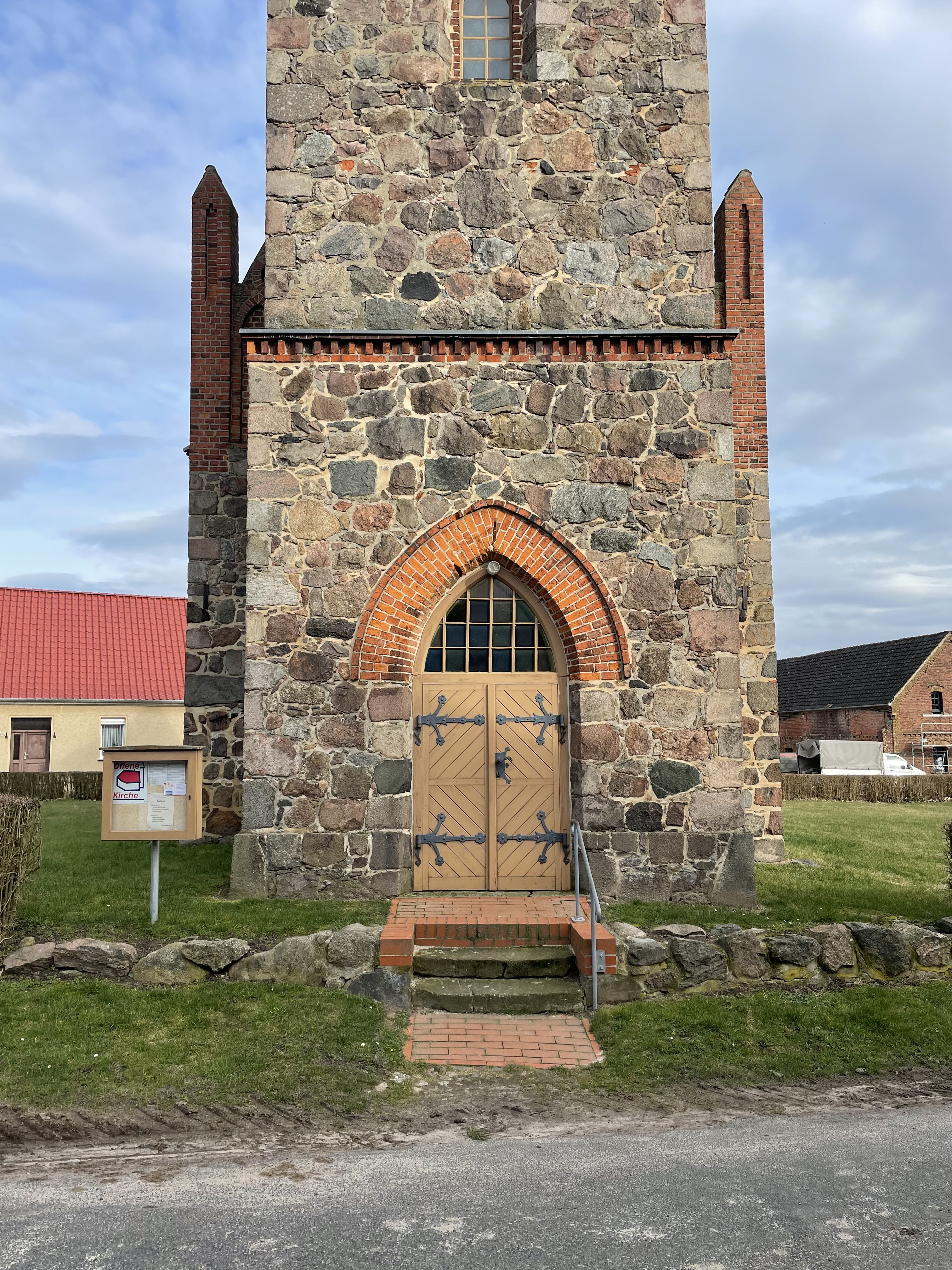
Westportal

Das Bauwerk entstand im Wesentlichen aus Feldstein, der im unteren Bereich meist gequadert und geschichtet verbaut wurde. Nach oben hin verlaufen auf Grund der Umbauarbeiten die Linien. Der Chor ist gerade und im unteren Bereich fensterlos. Im Giebel befindet sich ein spitzbogenförmiges Fenster, das im oberen Bereich mit rötlichem Mauerstein eingefasst wurde. In Richtung Langhaus finden sich zwei kleine Fialen.
Das Kirchenschiff hat einen rechteckigen Grundriss. Auch hier wurden die Feldsteine im unteren Bereich behauen und sorgfältig geschichtet. An der Nordseite des Langhauses befinden sich drei, an der Südseite vier große und spitzbogenförmige Fenster, die im oberen Bereich mit rötlichem Mauerstein eingefasst wurde. Am Übergang zum schlichten Satteldach befindet sich ein umlaufendes Fries, ebenfalls aus rötlichem Mauerstein.
Der Westturm ist gegenüber dem Schiff eingezogen und hat einen quadratischen Grundriss. Er kann durch ein großes, rechteckiges Portal von Westen her betreten werden. Dieses wird durch ein spitzbogenförmiges Fenster nach oben hin ergänzt. An den beiden weiteren zugänglichen Seiten des Erdgeschosses befinden sich zwei spitzbogenförmige Fenster. Oberhalb ist ein Fries aus Mauerstein, ebenso am Übergang zum Glockengeschoss. Dort befindet sich an den vier Seiten je eine spitzbogenförmige Klangarkade, die in den achtfach geknickten Turmhelm übergeht, der von einem Kreuz bekrönt wird.

## Ausstattung

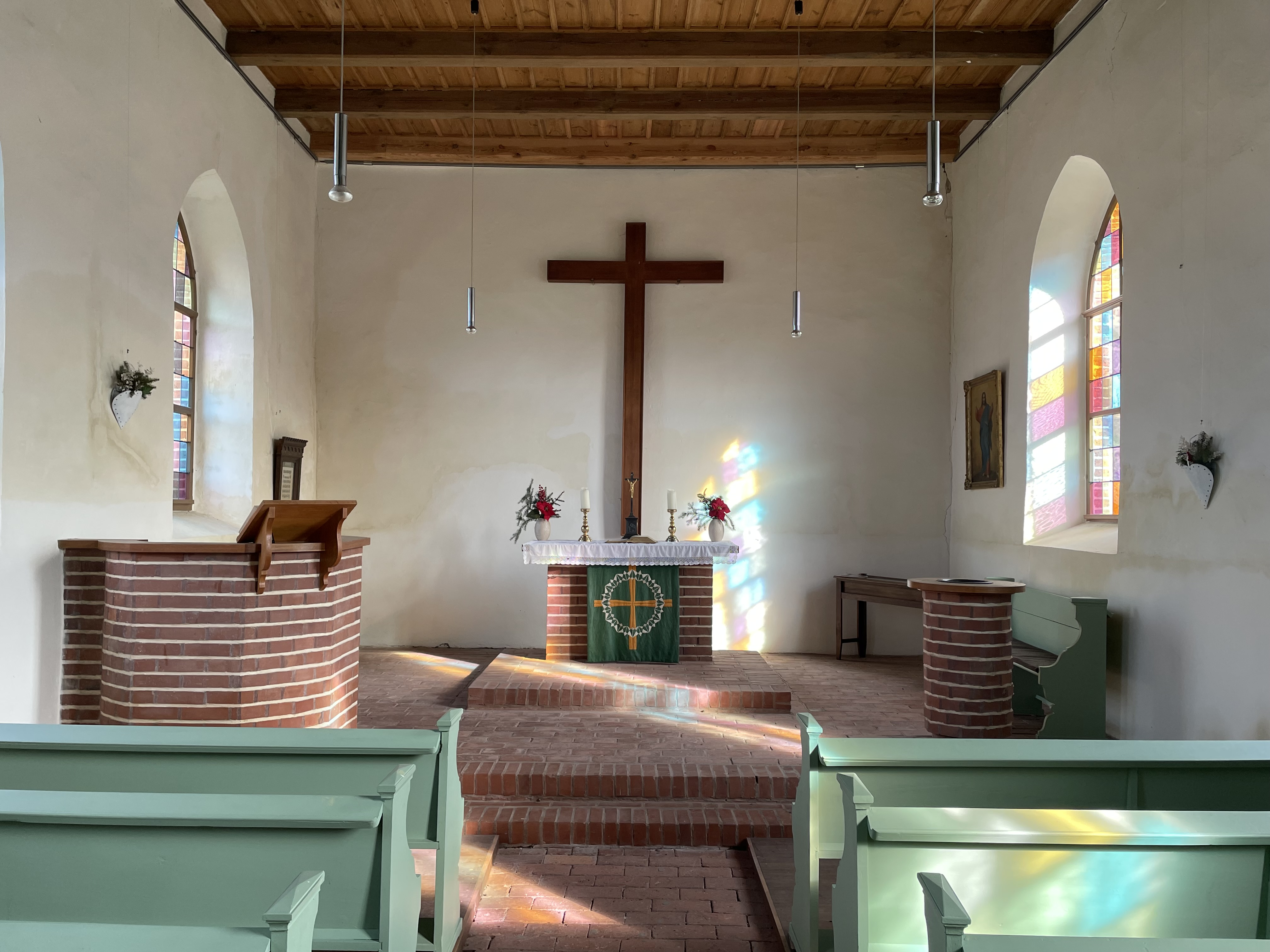
Blick Richtung Chor

Die Kirchenausstattung ist schlicht; die Mensa aus rötlichen Mauersteinen errichtet. Darauf steht ein hölzernes Kruzifix. In Richtung Nordwand befindet sich die Kanzel, in Richtung Südwand die Fünte. Beide wurden ebenfalls aus rötlichem Mauerstein errichtet. An der Chornordwand erinnert eine Ehrentafel an die Gefallenen aus dem Ersten Weltkrieg. An der Chorsüdwand befindet sich ein Altarbild mit der Darstellung von Jesus Christus. Es handelt sich um einen auf Leinwand aufgezogenen Kunstdruck. Das Original befindet sich in der Stadtpfarrkirche Putlitz und stammt vom Berliner Maler August Theodor Kaselowsky, der das Werk im Jahr 1884 in Öl schuf. Der Berliner Kaufmann, Zigarrenhändler und Begründer einer Öldruckfabrik Carl Heinrich Gerold stellte nach dieser Vorlage vermutlich Ende des 19./Anfang des 20. Jahrhunderts verkleinerte Nachdrucke her.
Im Westen des Bauwerks befindet sich eine Empore, die nach unten hin durch Fenster vom übrigen Innenraum abgetrennt wird und Raum für eine kleine Winterkirche bietet. Oberhalb befindet sich die Orgel, die in den Jahren 1880/1881 vom Niemegker Orgelbaumeister Friedrich Wilhelm Lobbes gebaut und 1946 von der Firma Alexander Schuke Potsdam Orgelbau aus Potsdam sowie 1974 von der Mitteldeutschen Orgelbau A. Voigt aus Bad Liebenwerda restauriert wurde.
Das Bauwerk ist im Innern flach gedeckt und trägt eine Holzbalkendecke. Im Turm hingen ursprünglich zwei Glocken, die beim Brand 1849 zerstört wurden. Aus den Resten entstand eine neue Bronzeglocke mit der Inschrift: „Diese Glocke ist im Jahr 1849 aus dem alten Glockengute zweier geschmolzener Glocken angefertigt, nachdem dieselben am 17. d. J./ des Juni/ mit Turm und Kirche und fast dem ganzen Dorfe Buchholz ein Raub der Flammen geworden.“ Nach der Auflistung weiterer Personennamen folgt die Inschrift: „Gegossen von Eduard Sencke in Wittenberg“. Im Zuge der Restaurierungsarbeiten in den 1970er Jahren erfolgte eine Neulagerung durch den VEB Glockengießerei in Apolda. Südlich des Bauwerks steht eine Linde, die als Naturdenkmal unter Schutz steht. Dort erinnert ein Denkmal an die Gefallenen der Weltkriege.